# Troino
Troino é um bairro da antiga freguesia de Nossa Senhora da Anunciada em Setúbal, cujas origens remontam ao período da ocupação romana.
Arrabalde da cidade de Setúbal, o bairro de Troino foi o destino da migração de pescadores do Algarve, tendo tido um papel muito importante no desenvolvimento da indústria conserveira naquela cidade.

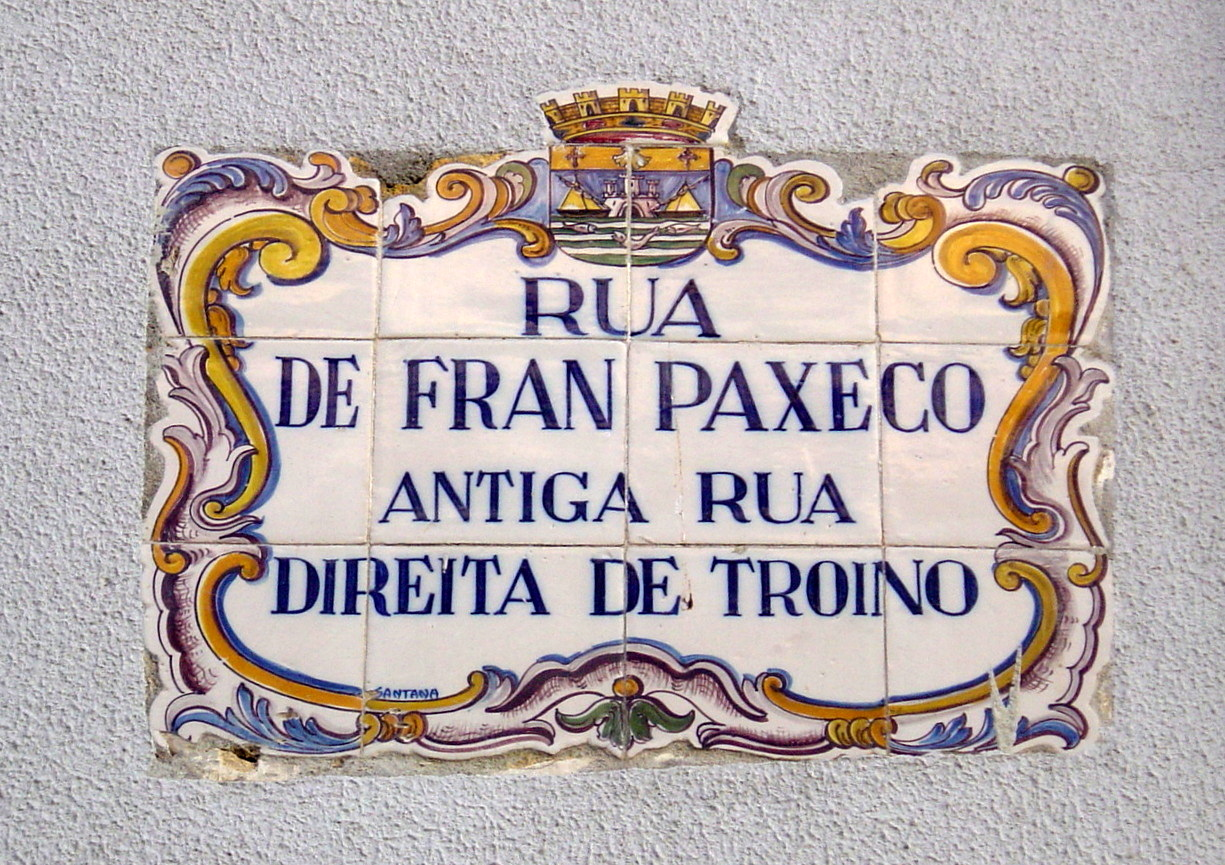
Rua Fran Paxeco

## Personagens
Neste bairro, na casa com o n.° 49-51 da Rua de Coina (atual Rua da Brasileira), nasceu a mais célebre cantora lírica portuguesa, Luisa Todi e viveu a escritora, Ana de Castro Osório (1872-1935), uma pioneira da literatura infantil e do ativismo republicano.

## Troino na literatura
- BRITO, Alice. As mulheres da fonte nova. Lisboa : Booket, 2013. ISBN 978-989-657-397-3